# Řepkový olej

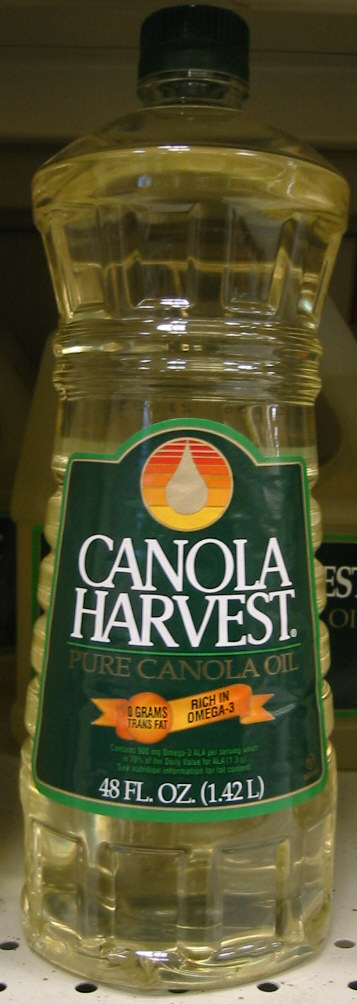
Řepkový olej

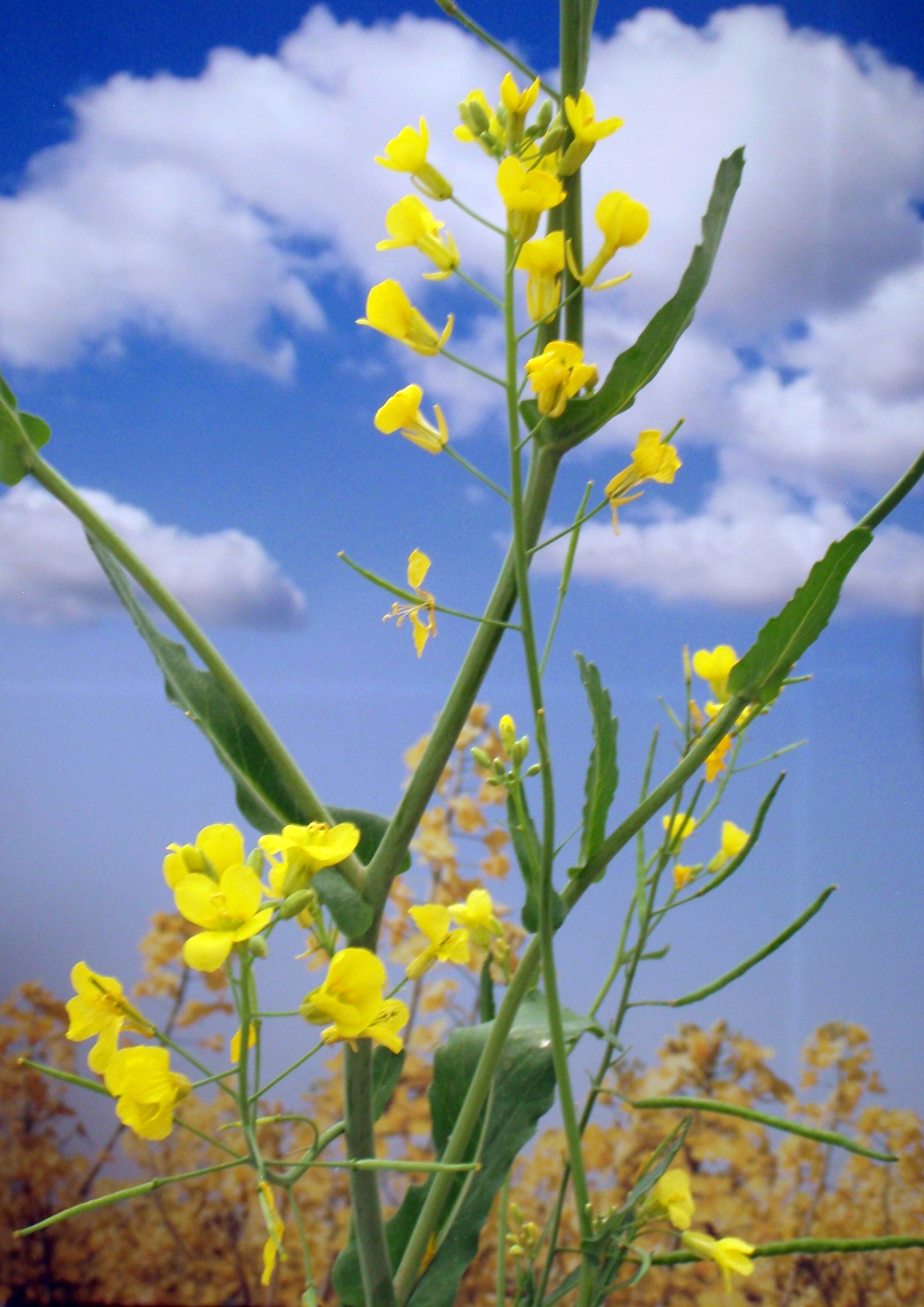
Kvetoucí řepka olejka

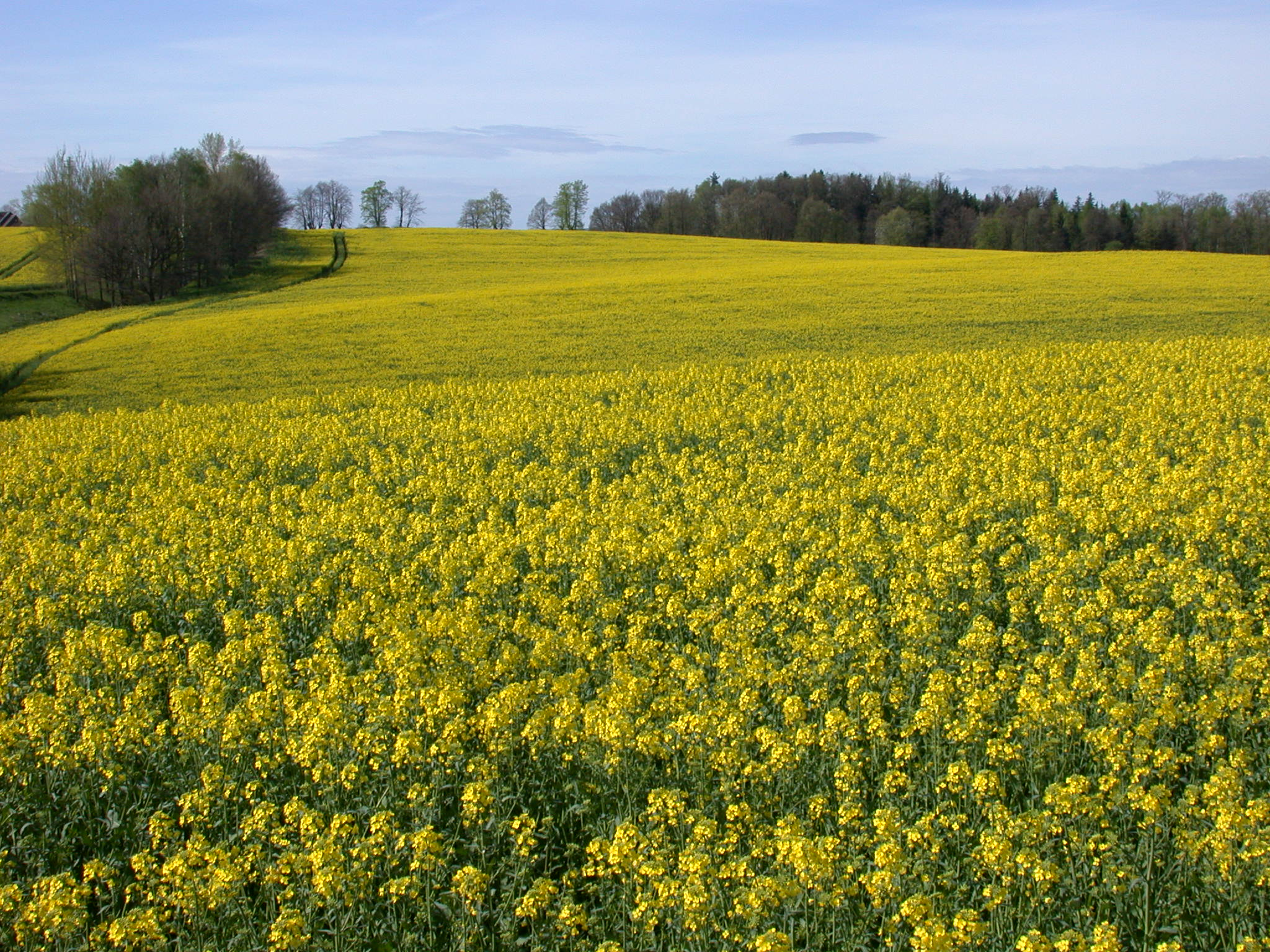
Kvetoucí pole řepky olejky

Řepkový olej se získává ze semen rostliny řepky olejky. V současnosti pěstované odrůdy mají minimální obsah škodlivé kyseliny erukové. Na americkém kontinentě bývá nízkoeruková varianta řepkového oleje označována jako Canola. Tento název je akronymem vzniklým spojením „Can“ (odvozeno z Canada) a „OLA“ (s významem „Oil, low acid“). Cílem bylo rozlišit původní řepkový olej s vysokým obsahem kyseliny erukové od moderních nízkoerukových variant. Občas se můžeme setkat s nesprávným překladem do češtiny (kanolový olej). Olej se získává ze semen obvyklým způsobem: lisováním, případně extrakcí. V obchodní síti je nejčastěji k dostání olej rafinovaný. Méně často se můžeme setkat s olejem surovým, lisovaným za studena. Získaný olej se používá při výrobě mnoha potravin např. majonéz, tatarských omáček a rostlinných tuků. Olej je vhodný i na smažení. Dále se používá též do salátů či nálevů. Rozšířené je použití i pro technické účely. Methylestery vyrobené z řepkového oleje se používají jako biopalivo do vznětových motorů, kde nahrazují tradiční fosilní palivo – naftu. Je to nejpoužívanější rostlinný olej.

## Složení
Řepkový olej obsahuje velmi málo nasycených mastných kyselin a naopak významné množství mononenasycených i esenciálních omega-6 a omega-3 mastných kyselin.
Nasycené mastné kyseliny (SAFA):
- kyselina palmitová: 1,5–6 %
- kyselina stearová: 0,8–2,5 %

Mononenasycené mastné kyseliny (MUFA):
- kyselina olejová: 50–66 %,

Polynenasycené mastné kyseliny (PUFA):
- kyselina linolová (omega-6): 18–24 %
- kyselina α-linolenová (omega-3): 6–14 %

## Význam řepkového oleje z hlediska výživy
Řepkový olej má řadu nutričních předností. Z běžně používaných olejů má nejnižší obsah SAFA. Z hlediska obsahu omega-3 nenasycených mastných kyselin patří k nejvýznamnějším zdrojům rostlinného původu této skupiny MK. Používání řepkového oleje v potravinářském průmyslu (například výroba margarinů, majonéz) i k přímé spotřebě v domácnostech je v souladu se současnými trendy ve výživě – snižování konzumace nasycených mastných kyselin a jejich efektivní záměny za polynenasycené mastné kyseliny.
Vliv konzumace řepkového oleje na lidské zdraví byl testován v celé řadě intervenčních studií. Pokud řepkový olej nahradil ve stravě jiné tuky s vyšším podílem SAFA, byly zjištěny pozitivní změny hladiny krevních lipidů, které působí jako rizikové faktory kardiovaskulárních onemocnění. Podle zdravotního tvrzení schváleného Americkým úřadem pro kontrolu potravin a léčiv (FDA) může „konzumace asi 1 a půl polévkové lžíce (19 g) nízkoerukového řepkového oleje denně snížit riziko vzniku ischemické choroby srdeční vzhledem k obsahu nenasycených mastných kyselin v řepkovém oleji. Pro dosažení tohoto účinku by měl řepkový olej nahradit srovnatelné množství nasycených mastných kyselin, aniž by se zvýšil celkový denní příjem energie.“.
Z hlediska evropské legislativy (nařízení (ES) č. 1924/2006) splňuje řepkový olej parametry výživových tvrzení pro vysoký obsah nenasycených mastných kyselin (více než 70 %) a má rovněž vysoký obsah omega-3 nenasycených mastných kyselin (obsah kyseliny α-linolenové vyšší než 0,6 g na 100 g a 100 kcal). Díky těmto parametrům a vyššímu obsahu kyseliny linolové než 1,5 g na 100 g a 100 kcal lze na řepkový olej aplikovat schválená zdravotní tvrzení:
- „Kyselina linolová přispívá k udržení normální hladiny cholesterolu v krvi.“
- „Kyselina α-linolenová přispívá k udržení normální hladiny cholesterolu v krvi.“
- „Nahrazení nasycených tuků nenasycenými tuky ve stravě přispívá k udržení normální hladiny cholesterolu v krvi“ (nařízení Komise (EU) č. 432/2012).

Zdravotní přínos konzumace řepkového olej je přímo zmíněn v řadě výživových doporučeních renomovaných odborných společností, např. i v doporučeních pro obyvatele USA. Německá společnost pro výživu (DGE) sestavila trojrozměrnou potravinovou pyramidu, jejíž součástí je i samostatná speciální pyramida pro tuky a oleje. Řepkový olej leží v základně pyramidy, to znamená, že by měl být konzumován nejčastěji. Oleje a tuky ve vyšších patrech pyramidy by měly být ve stravě omezovány.

## Další vlastnosti řepkového oleje

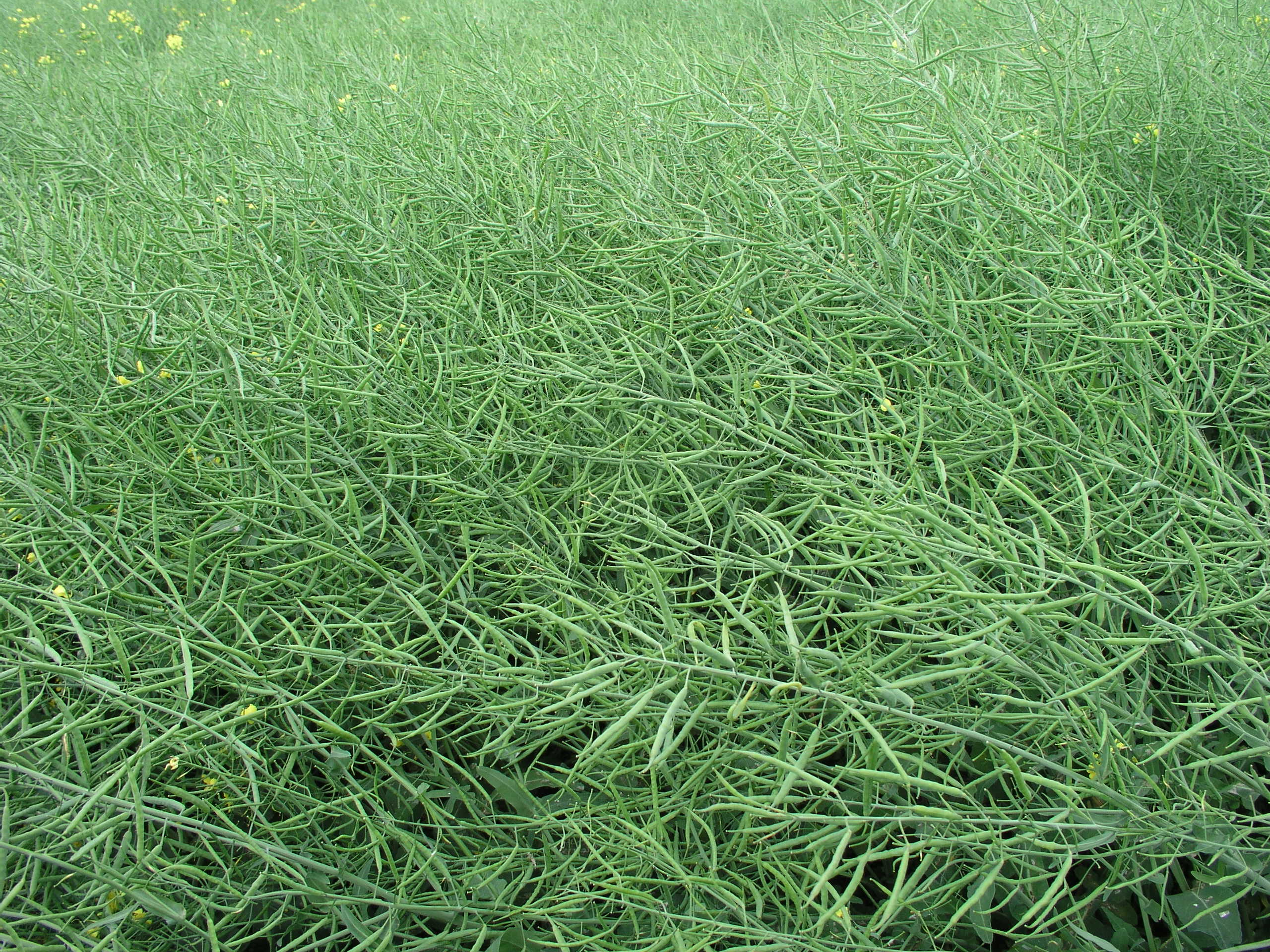
Dozrávající řepka olejka

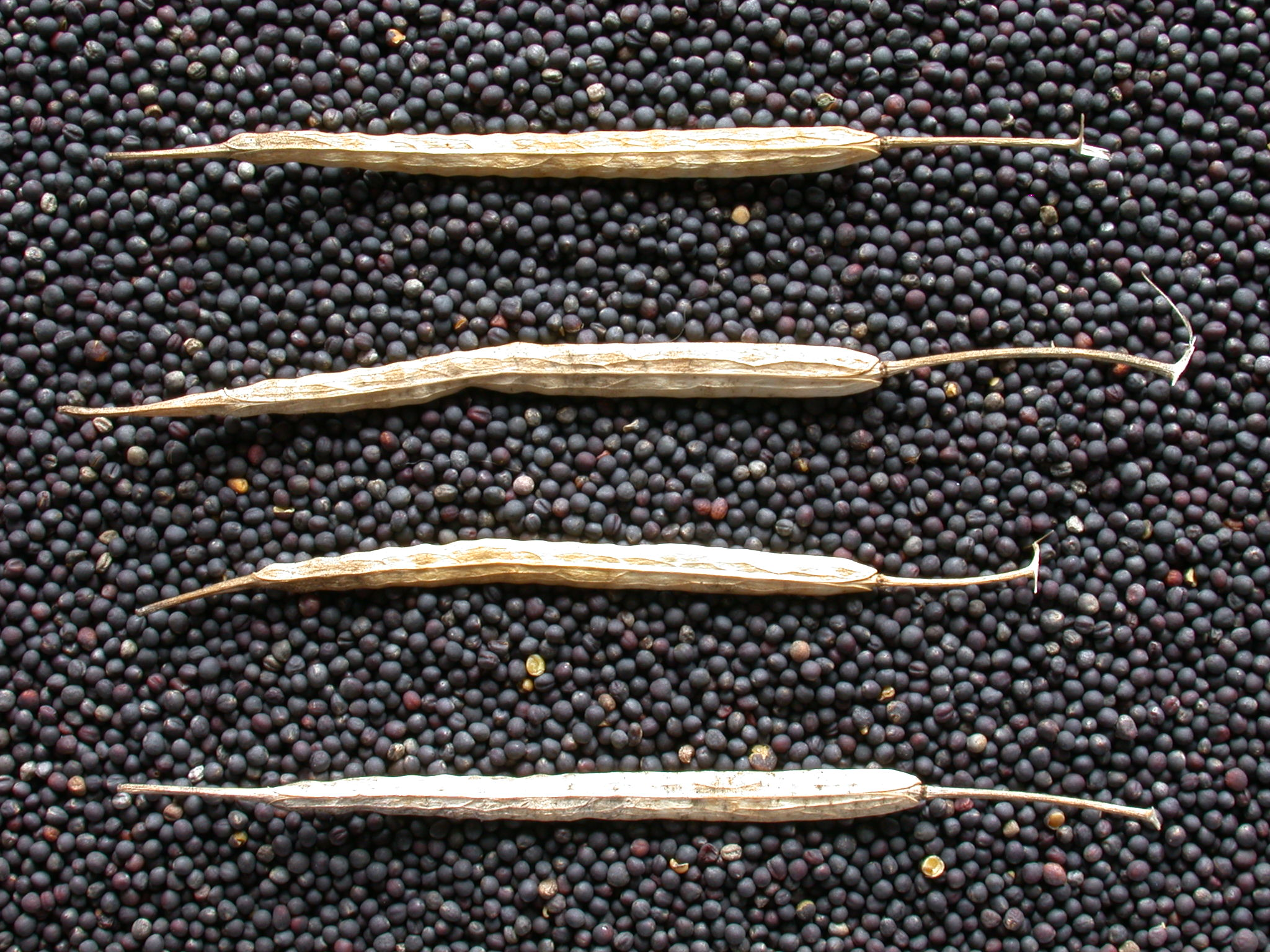
Šešule (plody) a semena řepky olejky

Řepkový olej vedle příznivého složení mastných kyselin obsahuje rovněž další biologicky aktivní látky, zejména rostlinné steroly a tokoferoly.
Řepkový olej je u části populace (hlavně u starší generace) vnímán jako olej podřadné kvality. Tento názor souvisí s vysokým obsahem dieteticky nevhodné kyseliny erukové, které byla v minulosti hlavní složkou oleje. Původní, značně vysoký obsah kyseliny erukové (cca 45 %) byl však úspěšným šlechtěním v 70. letech dvacátého století velmi výrazně snížen. Od roku 1975 se v České republice pěstují tzv. bezerukové odrůdy řepky. Obsah kyseliny erukové v jejich oleji nesmí být podle evropské legislativy vyšší než 2 %. Reálné hodnoty se však pohybují nejčastěji na úrovni několika desetin procenta a kyselina eruková je v takto nízkém obsahu pro lidské zdraví naprosto neškodná. Tato změna údajně nebyla dostatečná v případě krmiv pro hospodářská zvířata. Ta prý proto nemohou dostávat řepkové šroty a pokrutiny v míře obvyklé jako u sójových šrotů či pokrutin, protože jim působí trávicí obtíže. Příčinou omezeného použití pokrutin v krmivech není řepkový olej, ale glukosinoláty, které patří mezi antinutriční látky. Řepkový olej a pěstování řepky obecně provází řada mýtů. Ty byly postupně sbírány a vysvětleny v brožuře.

## Využití řepkového oleje pro technické účely
Podstatná část řepkového oleje v České republice se zpracovává na methylestery mastných kyselin (MEŘO – methylestery řepkového oleje), které jsou dle požadavků legislativy přimíchávány do motorové nafty v množství 5,75 %. Část spotřebitelů má řepkový olej zafixován jako surovinu pro technické účely a nezná složení řepkového oleje a tím ani jeho význam z hlediska výživy. Zpracování řepkového oleje pro technické účely je zcela oddělená technologie a rozhodně by neměla snižovat významnou roli řepkového oleje pro účely výživy.

## Reference

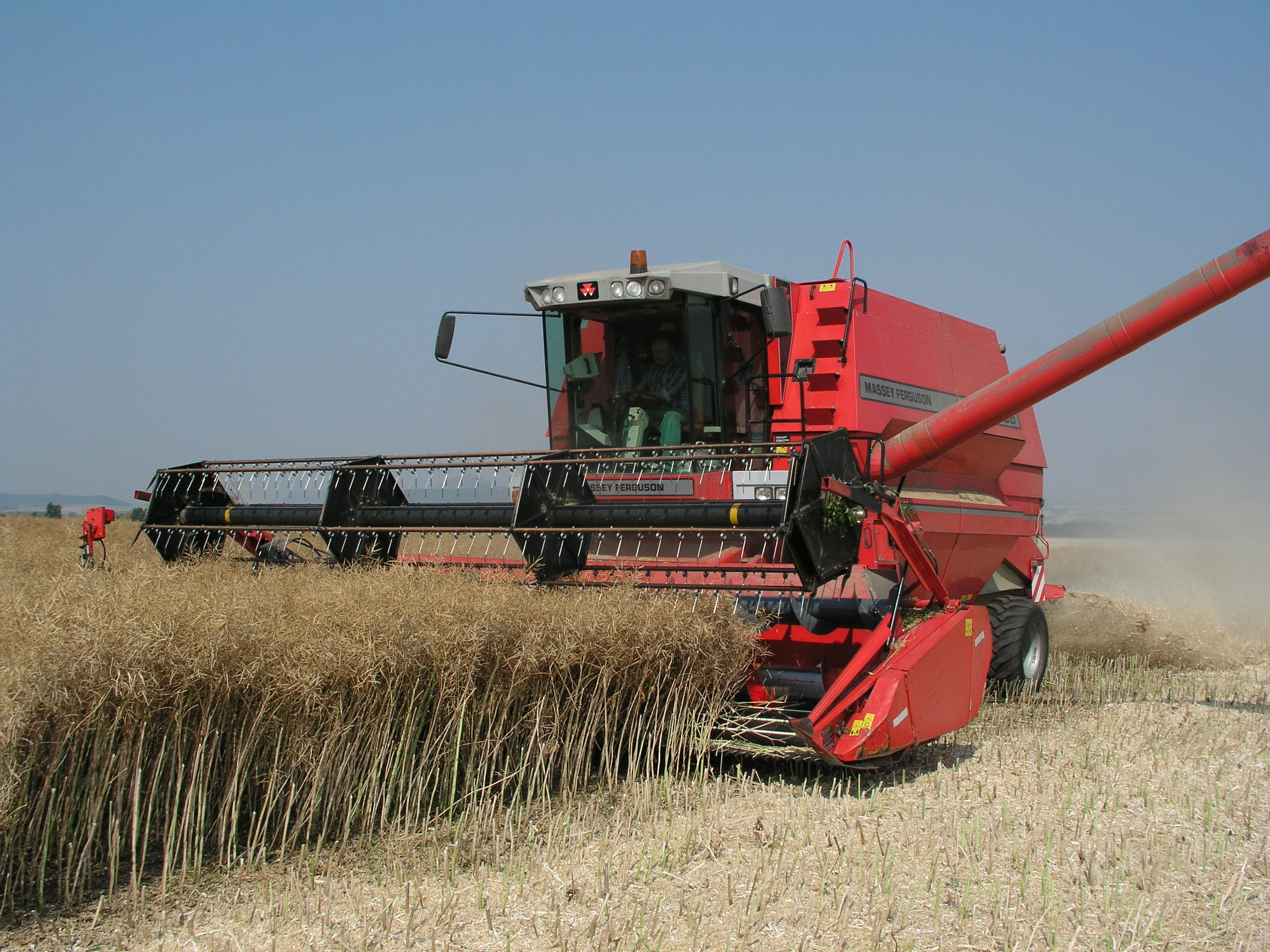
Sklizeň řepky olejky